# 史密斯回聲
史密斯回声（英語：Echosmith）是一個來自美國的搖滾與獨立流行的樂隊。於2009年在加州奇诺成立，由Graham、Sydney、Noah 和Jamie Sierota四位兄弟姐妹組成。随着大哥Jamie在2016年11月离开乐队，现在乐队由Sydney、Noah和Graham Sierota组成。他們於2012年5月與華納兄弟簽約。史密斯回聲最有名的歌曲叫做「酷小子」，曾在Billboard 单曲榜中排名第十三位，在美國的銷量超過120萬，并且榮獲RIAA的白金認證。樂隊的首張專輯Talking Dreams於2013年10月1日發行。 乐队的第二张录音室专辑Lonely Generation于2020年1月发行。

## 乐队成员
现有成员
Sydney Sierota ——主唱，钢琴，电子琴 (2009至今)
Graham Sierota ——鼓手，打击乐器 (2009至今)
Noah Sierota ——贝斯手，和声 (2009至今)
离队成员
Jamie Sierota —— 主吉他手，电子琴，和声 (2009–2016)

## 音乐作品

### 录音室专辑
| 专辑名            | 介绍                                                              |
| ----------------- | ----------------------------------------------------------------- |
| Talking Dreams    | - 发行日：2013年10月1日 - 厂牌：华纳兄弟 - CD，黑胶唱片，数字音乐 |
| Lonely Generation | - 发行日：2020年1月10日 - 厂牌：Echosmith - 数字音乐              |

## 巡回演唱会
- 说梦之旅（2014-2016）
- 梦幻之旅 (2018)
- 孤独一代巡演 (2020)
- 闲逛之旅 (2022)